# (5134) Ebilson
(5134) Ebilson (1990 SM2) – planetoida z grupy pasa głównego asteroid okrążająca Słońce w ciągu 4,66 lat w średniej odległości 2,79 j.a. Odkryta 17 września 1990 roku.